# UEFA Conference League finalen 2026
UEFA Conference League finalen 2026 er en fodboldkamp der bliver spillet 27. maj 2026. Kampen bliver spillet på Red Bull Arena, i Leipzig, Tyskland, og skal finde vinderen af UEFA Conference League 2025-26. Den er kulminationen på den 5. sæson i Europas tredjestørste klubturnering for hold arrangeret af UEFA, og den 2. finale siden turneringen skiftede navn fra UEFA Europa Conference League til UEFA Conference League.